# Aphaenomurus interpositus
 (août 2019).
Genre
Espèce
Synonymes
- Aphaenomurus vicinus Yosii, 1956

Aphaenomurus interpositus, unique représentant du genre Aphaenomurus, est une espèce de collemboles de la famille des Tomoceridae.

## Distribution
Cette espèce se rencontre dans des grottes au Japon et en Corée du Sud.

## Liste des sous-espèces
Selon Checklist of the Collembola of the World (version du 22 août 2019) :
- Aphaenomurus intespositus intespositus Yosii, 1956
- Aphaenomurus intespositus denticulatus Yosii, 1956

## Publication originale
- Yosii, 1956 : Monographie zur Hohlencollembolen Japans. Contributions from the Biological Laboratory, Kyoto University, no 3, p. 1-109.